# Data obliterata
Data obliterata là một loài bướm đêm trong họ Noctuidae.